# Chikmagalur Challenger
Il Chikmagalur Challenger è stato un torneo professionistico di tennis giocato su campi in cemento. Faceva parte dell'ATP Challenger Series. Si è giocata una sola edizione, a Chikmagalur in India.

## Albo d'oro

### Singolare
| Anno | Campione        | Finalista        | Punteggio |
| ---- | --------------- | ---------------- | --------- |
| 2006 | Danai Udomchoke | Toshihide Matsui | 7–5, 6–4  |

### Doppio
| Anno | Campioni                              | Finalisti                   | Punteggio |
| ---- | ------------------------------------- | --------------------------- | --------- |
| 2006 | Sanchai Ratiwatana Sonchat Ratiwatana | Lu Yen-hsun Danai Udomchoke | 6–3, 6–2  |